# Из тьмы веков
«Из тьмы веков» — роман-эпопея писателя И. М. Базоркина, описывающий жизнь ингушей в период второй половины XIX и начала XX веков. Последняя глава доводит повествование до 1917 года.

## История написания романа
Эпопея была задумана задолго до начала работы над его текстом и материалы к нему Базоркин начал собирать еще до депортации ингушей 1944 года, блокноты с записями он взял с собой в ссылку, сохранил и привёз на родину. Писатель всегда носил с собой записную книжку и карандаш. А ночью держал их под подушкой вместе с фонариком. Как отмечает его дочь Аза Базоркина, он говорил, что ночью часто приходят удивительные мысли, а «вовремя не записанная мысль — навсегда потерянный клад!». В своей записной книжке Базоркин писал, что приступил к систематизации накопленного для романа материала 15 февраля 1963 года. Роман начал писать, поселившись на даче в селении Армхи горной Ингушетии, и завершил его за 152 дня.

Многие авторы говорят о романе как об энциклопедии жизни ингушского народа, однако сам автор отказывался от такого определения: 
Книга эта — не энциклопедия жизни ингушского народа за минувшее столетие. В ней пойдет речь о становлении личности, о борьбе характеров в условиях значительных исторических событий… Это заставило меня думать, что я должен всем этим поделиться с современниками и теми писателями, которые будут узнавать нас уже издалека.

## Сюжет
Роман начинается с «Запева», написанного в поэтической форме. Он переведён на 17 языков мира. 

## Театральные постановки и экранизация
В 2011 году ингушский режиссёр Суламбек Мамилов выдвигал идею об экранизации романа. Было принято решение снимать фильм на базе кинокомпании Магасфильм. Однако фильм по роману так и не был создан.